# Parafia św. Mikołaja w Świerkach
Parafia św. Mikołaja w Świerkach – parafia rzymskokatolicka w dekanacie głuszyckim, w diecezji świdnickiej. 

## Historia parafii
Parafia została erygowana w 1809 r. Proboszczem jest ksiądz Paweł Pleśnierowicz. Na terenie parafii znajduje się również kościół filialny św. Jana Pawła II i Miłosierdzia Bożego, który został konsekrowany 22 października 2012 r., przez biskupa Ignacego Deca.

## Świątynie

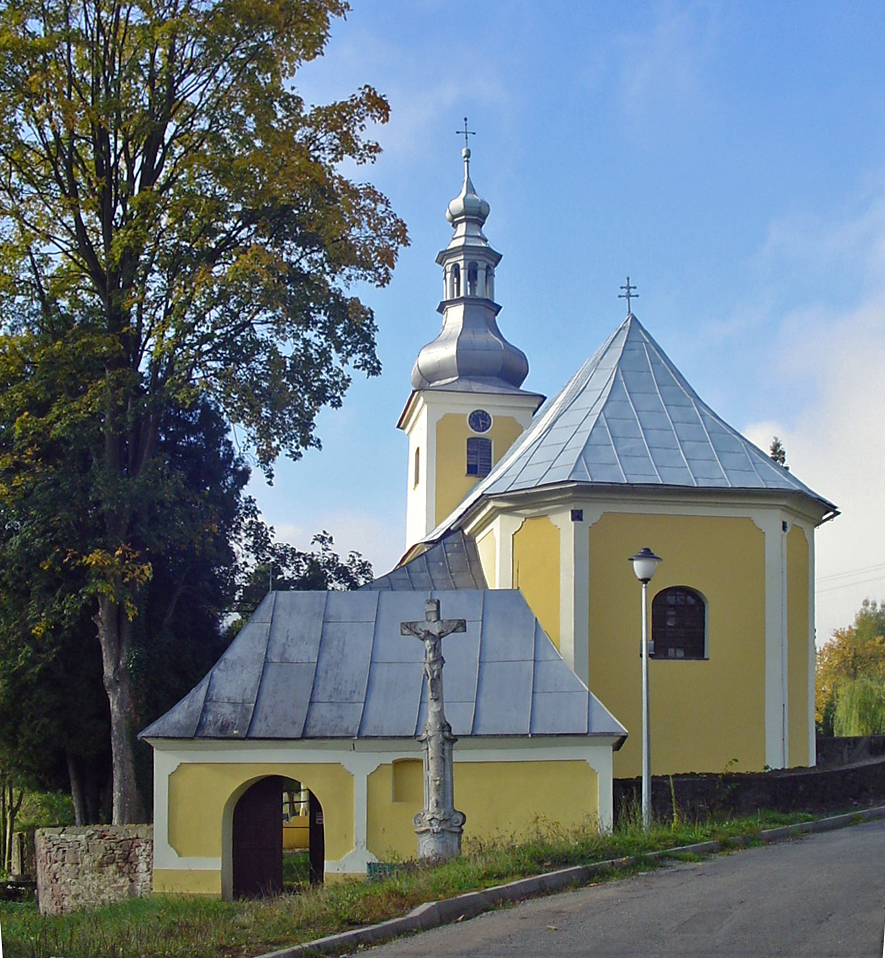
kościół św. Jerzego w Krajanowie

- kościół św. Mikołaja w Świerkach
- kościół św. Jerzego w Krajanowie